# آندریاس وایکلا
آندریاس وایکلا (انگلیسی: Andreas Vaikla؛ زادهٔ ۱۹ فوریهٔ ۱۹۹۷) بازیکن فوتبال اهل کانادا است.
از باشگاه‌هایی که در آن بازی کرده‌است می‌توان به باشگاه فوتبال نورشوپینگ و باشگاه فوتبال گوتبورگ اشاره کرد.
وی همچنین در تیم‌های ملی فوتبال زیر ۱۷ سال استونی، زیر ۱۹ سال استونی، زیر ۲۱ سال استونی و استونی بازی کرده‌است.